# Antonio Pagliaro (giurista)
Antonio Pagliaro (Mistretta, 6 luglio 1932 – Palermo, 31 luglio 2023) è stato un giurista italiano, professore emerito di Diritto penale nell'Università di Palermo e socio dell'Accademia dei Lincei.

## Biografia
Nipote del linguista Antonino Pagliaro e cugino del magistrato Luciano Pagliaro, laureatosi in Giurisprudenza all'Università di Palermo nel 1954 , inizia nel 1961 l'insegnamento nell'ateneo di Messina come professore incaricato di diritto e procedura penale. Nel 1964 diviene professore di ruolo. Nel 1968 viene chiamato da Giovanni Musotto, di cui era stato allievo, come professore ordinario di Diritto penale alla Facoltà di Giurisprudenza di Palermo. Nello stesso anno diviene direttore dell'Istituto di Diritto e Procedura Penale, nonché direttore scientifico della Biblioteca di Facoltà. 
Nel 1998 è stato ammesso tra i soci corrispondenti dell'Accademia Nazionale dei Lincei, nella sezione Scienze giuridiche. Nel 2007 ne è diventato socio nazionale. Ha pubblicato diversi manuali di Diritto penale, utilizzati presso numerose università italiane e straniere.
Fu Decano dei giuristi dell'Università di Palermo, di cui fu professore emerito dal 2008.
Ha presieduto la Commissione interministeriale per la riforma del Codice Penale, costituita nel 1988 dal Ministro della Giustizia Giuliano Vassalli,  e che nel 1991 porta alla presentazione di uno schema di legge-delega per il nuovo codice penale. Fu il più importante tentativo di riforma globale del Codice Rocco, secondo coordinate improntate ai principi della Carta costituzionale.
Nel 2001 gli è stato assegnato il Premio internazionale “Empedocle” per le Scienze Umane, IX edizione, dedicato alla memoria di Paolo Borsellino, e che ha avuto come disciplina le Scienze Penalistiche e Criminologiche.  Nella motivazione si legge: 
“Nell'ambito della dottrina penalistica contemporanea la personalità scientifica di Antonio Pagliaro assume speciale risalto per vigore di pensiero e originalità di impostazione teorica. L'originalità scientifica di Pagliaro emerge altresì in alcuni lavori che si collocano al confine tra diritto penale e criminologia, come ad esempio quelli aventi ad oggetto la verifica empirica dell'effetto di prevenzione generale”.
Nel 2015 gli è stato assegnato il Premio della Fondazione Pasquale Pastore per le sue ricerche e il suo insegnamento nel campo del Diritto Penale.

## Opere
- Trattato di diritto penale. Parte generale, Giuffrè, 2007
- Trattato di diritto penale. Parte speciale, (I Vol. Delitti contro il patrimonio, II Vol. Delitti contro la pubblica amministrazione, III Vol. Delitti contro l'Amministrazione della Giustizia), Giuffrè, 2008
- Sommario del diritto penale italiano, Giuffrè, 2006
- Principi di diritto penale. Parte generale, Giuffrè, 2020
- Principi di diritto penale. Parte speciale, Giuffrè, 1986
- Istituzioni di diritto e procedura penale (con G. Tranchina) Giuffrè, 2000
- Il diritto penale tra norma e società. Scritti 1956-2008, 4 voll., Giuffrè, 2009
- Dos crimes contra a Administraçao Pùblica (con P. J. da Costa jr), San Paolo del Brasile, 2009.